# 前頸静脈
前頸静脈（ぜんけいじょうみゃく）は頭頸部の静脈の一つ。舌骨付近にて下顎部からのいくつかの表在静脈が合流することで始まる。正中と胸鎖乳突筋前縁の間を下がり、頸部下部にて外頸静脈の末端に合流する。鎖骨下静脈に合流することもある。
大きさは非常に変化し、反比例で外頸静脈に向かう。ほとんどの場合左右二本であるが、時に一本しかないこともある。
いくつかの喉頭部の静脈、時には小さな甲状腺静脈が枝である。
胸骨上方にて、二本の前頸静脈はtransverse trunkにて連絡する。頸静脈弓にて下甲状腺静脈からの枝を受ける。また、それぞれが内頸静脈とも連絡する。
この静脈に弁は存在しない。

## 追加画像

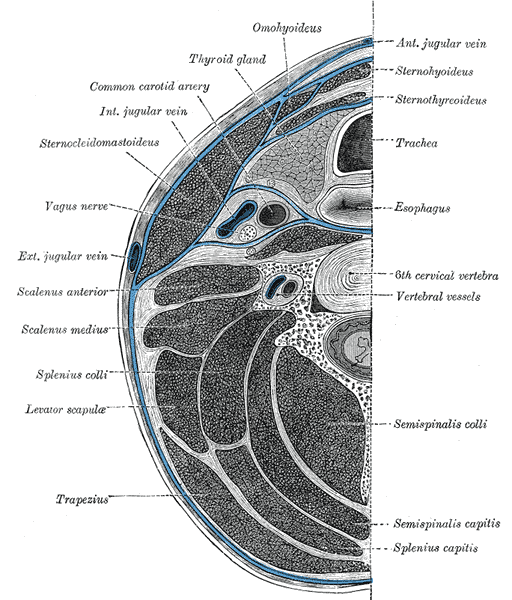
Section of the neck at about the level of the sixth cervical vertebra.
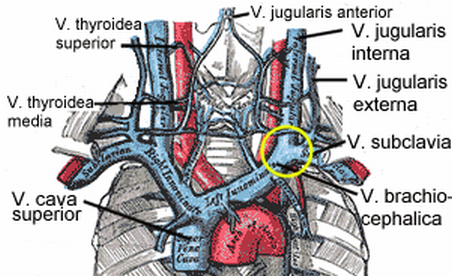
Veins

この記事にはパブリックドメインであるグレイ解剖学第20版（1918年）647ページ本文が含まれています。